# Ian Cobain
Ian Cobain (Liverpool, 1960) is een Brits journalist. Hij werkt bij het Britse dagblad The Guardian.
Cobain meldde zich in 2006 undercover als lid bij de British National Party (BNP). Hij klom op tot kaderlid in Londen  en ontdekte al snel hoe de BNP probeerde om haar ledenlijsten geheim te houden en de buitenwereld te misleiden over het karakter van de partij.
Hij verdiept zich sinds de aanslagen op 11 september 2001 in de Britse betrokkenheid bij martelingen in onder andere Irak en Afghanistan. Terwijl hij onderzoek deed naar de Tweede Wereldoorlog, herontdekte Cobain het boek The London Cage (1957) waarin de Britse luitenant-kolonel Alexander Scotland beschrijft hoe hij meer dan 3.500 gevangengenomen Duitse militairen liet martelen om hen te dwingen tot het bekennen van oorlogsmisdaden tegen gevangengenomen geallieerde militairen.

Cobain kreeg toegang tot geheime staatsdocumenten en beschrijft in Cruel Brittania (2012) hoe Britse geheime diensten tientallen jaren systematisch en op grote schaal hebben gemarteld, en hoe de Britse regering daar voortdurend over loog.
Voor zijn werk heeft Cobain onder andere de Martha Gelhorn Prize en de Paul Foot Award gekregen.